# آرثر هاوورث
آرثر هاوورث (بالإنجليزية: Arthur Haworth)‏ هو سياسي بريطاني (وحمل سابقاً جنسية المملكة المتحدة لبريطانيا العظمى وأيرلندا)، ولد في 22 أغسطس 1865، وتوفي في 31 أغسطس 1944. حزبياً، نشط في الحزب الليبرالي. في الانتخابات العامة في المملكة المتحدة 1906 ‏، انتخب عضو برلمان المملكة المتحدة الـ28 عن دائرة Manchester South (UK Parliament constituency) ‏ (12 يناير 1906 – 10 يناير 1910) وفي الانتخابات العمومية البريطانية في يناير 1910 ‏، انتخب عضو برلمان المملكة المتحدة الـ29 عن دائرة Manchester South (UK Parliament constituency) ‏ (15 يناير 1910 – 28 نوفمبر 1910) وفي الانتخابات العمومية البريطانية في ديسمبر 1910 ‏، انتخب عضو برلمان المملكة المتحدة الـ30 عن دائرة Manchester South (UK Parliament constituency) ‏ (3 ديسمبر 1910 – 23 فبراير 1912).